# Metateorie
Metateorie je teorie vznikající při zkoumání, analýze a popisu teorie samotné. Může být také viděna jako filozofie na pozadí teorie. Je to základní soubor
myšlenek o tom, jak nahlížet a zkoumat daný jev našeho zájmu v konkrétní oblasti. Nejedná se o moc používaný termín, nejvíce se s ním můžeme setkat v humanitních a přírodovědných oborech.
"Koncept metateorie se v mnohém překrývá s termínem paradigma, který do moderního pojetí převedl Thomas Samuel Kuhn (1996). Kuhn považoval paragidma za metateorii, teorii, metodologii a éthos. To všechno zkombinované pro jednu danou disciplínu nebo specializaci. Paradigma by tudíž mělo širší význam než metateorie. Zároveň je ale metateorie neodmyslitelným jádrem jakéhokoli paradigmatu a paradigma v mnoha smyslech charakterizuje."